# 图姆帕体育场
帕奥克体育场，或称图姆帕体育场，希腊北部塞萨洛尼基的一个足球体育场，位于塞萨洛尼基东部的图姆帕区。目前为帕奥克足球俱乐部的主场。图姆帕体育场初建于1959年9月6日。体育场的初始设计容量约4.5万人，1998年安装座椅后，容量降为3.2万。2000年设立安全区后，容量再次降为28,703。